# Apanteles gallicolus
Apanteles gallicolus är en stekelart som först beskrevs av Giraud 1869.  Apanteles gallicolus ingår i släktet Apanteles och familjen bracksteklar. Inga underarter finns listade i Catalogue of Life.